# Râul Bahna, Dunăre

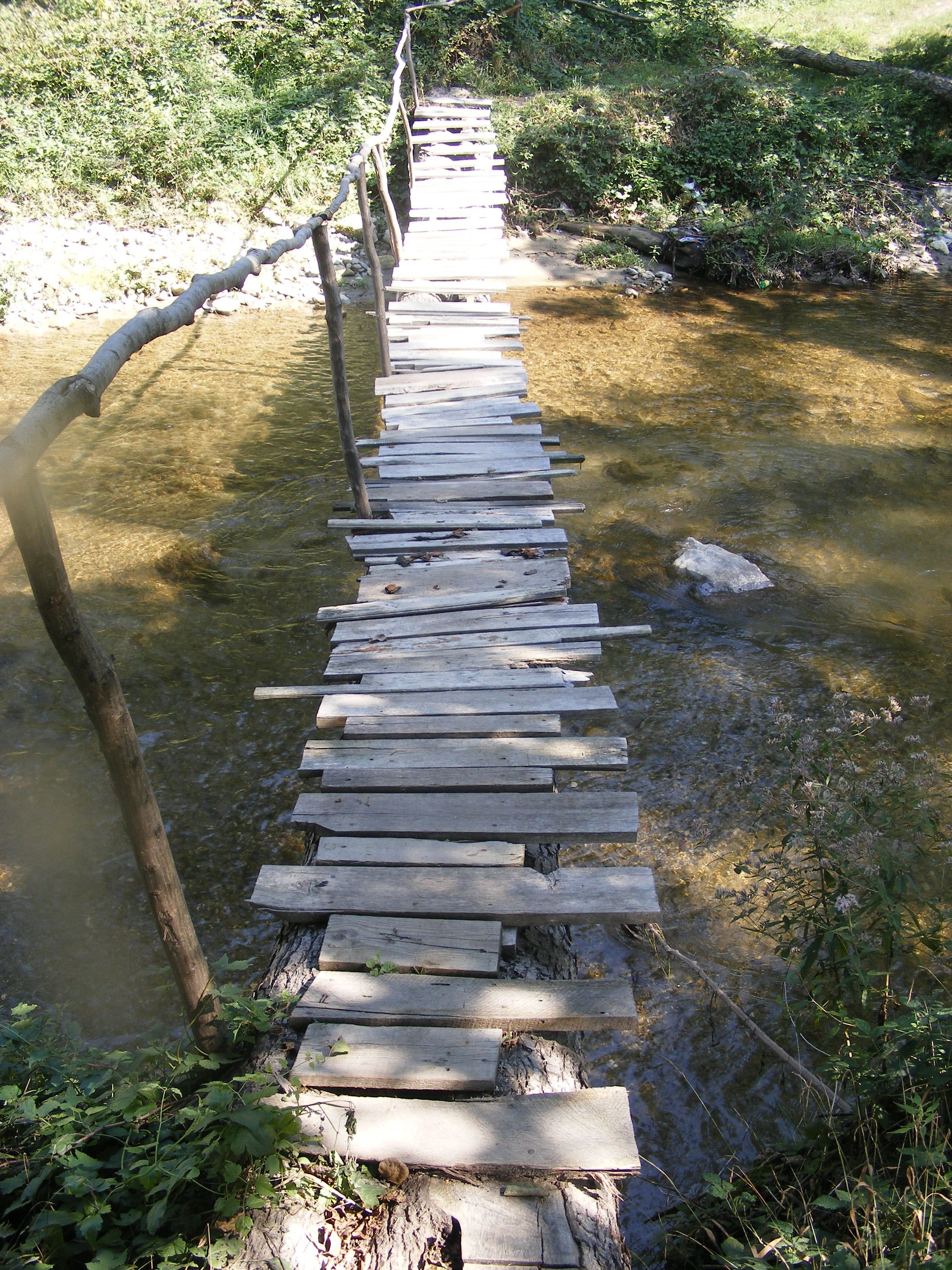
Mic pod peste râul Bahna, comuna Ilovița.

Râul Bahna este un curs de apă, afluent al Dunării.